# 롱텀캐피털매니지먼트

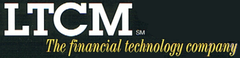

롱텀 캐피탈 매니지먼트(Long-Term Capital Management; LTCM)는 1994년, 살로먼 브라더스의 부사장이자 채권거래팀장이었던 존 메리웨더가 설립한 미국의 헤지펀드였다.

## 연혁
존 메리웨더는 살로먼의 트레이더 시절, 천만 달러의 베팅을 성공시켜 젊은 나이에 살로먼의 채권거래팀장직으로 승진하였으며, 그가 지휘한 살로먼의 채권거래팀은 차익거래를 통해 회사 수익의 대부분을 벌어들였을 정도로 실력이 뛰어났다. 하지만 메리웨더의 부하가 재무부 거래에서 저지른 부정행위로 5년만인 1991년에 메리웨더는 불명예 퇴임하게 된다. 이후 채권거래팀의 요구 끝에 살로먼은 그를 복직시키려 했으나 메리워더는 거절하였고, 메리워더는 살로먼의 채권거래팀을 빼내 1993년 세계 최대의 헤지펀드 업체인 롱텀캐피탈을 설립하고, 자산 운용을 담당하는 자회사 롱텀캐피탈 매니지먼트를 운영했다. 이 때, 메리웨더는 LTCM 출범 당시 살로먼의 대주주였던 워렌 버핏도 투자자로 끌어들이려고 했지만, 버핏은 그 제안을 거절하였다.
이 펀드는 대체로 만기가 다른 채권들의 금리 차이를 예측하는 방식으로 운영되었다. LTCM의 자산은 12.5억 달러로 시작하였으나 출범부터 1997년까지 연 28 ~ 59%의 고수익 및 1997년 동아시아 외환위기 때 고수익을 내서 단일 펀드로는 유례없는 25억 달러까지 불어나게 된다.
그러나, 1998년 러시아의 모라토리엄 선언으로 인해 다량의 러시아 국채를 보유하고 있던 LTCM의 펀드는 붕괴 위기로 치달았다. LTCM이 전 세계의 은행들과 거래하던 파생상품 규모는 1998년 9월 23일의 추산에 따르면 1조 2500억달러 이상에 이르렀다. 이것이 전 세계적 대형 경제 위기로 이어질 것을 우려한 연방준비제도의 주도하에 다른 대형 은행과 투자기관으로부터 대규모 구제금융을 받았다.

## 구성원
LTCM의 트레이더와 파트너는 MIT, 하버드, 런던대 등 유명 대학의 석박사 출신의 학자들로 구성되었으며 펀드의 전성기에는 두 명의 노벨 경제학상 수상자를 배출하였다. 경제학과 수학에 조예가 깊은 사람들로 이루어져 있다는 것이 특징이다.
- 존 메리웨더 — 시카고대 MBA출신, 월가 최대 투자은행이였던 살로먼 브라더스의 총괄 부회장, LTCM의 CEO
- 래리 힐리브래드 - 살로먼 브라더스의 차익거래 트레이더 출신. LTCM 파트너
- 에릭 로센펠드 - MIT를 졸업하고 하버드 경영대학원 조교수를 거쳤다. LTCM 파트너
- 로버트 머턴 - MIT 경제학 박사, 하버드대 경제학과 교수, 블랙-숄스 공식으로 1997년 노벨 경제학상을 받았다. LTCM 파트너
- 마이런 숄스 - 시카고대 경제학 박사, 시카고대 경제학과 교수, 블랙-숄스 공식으로 1997년 노벨 경제학상을 받았다. LTCM 파트너
- 빅터 하가니 - 런던 대학 재정학 석사. LTCM 차익거래팀 파트너

## 같이 보기
- 블랙-숄즈 모형
- 게임 이론
- 마팅게일
- 확률론
- 상트페테르부르크의 역설